# Søren Gravholt
Søren Gravholt (* 29. Juni 1990) ist ein dänischer Badmintonspieler. 

## Karriere
Søren Gravholt belegte bei den Slovak International 2009 Platz zwei im Herrendoppel. Bei den Hungarian International 2013 wurde er Dritter im Mixed. Weitere Starts folgten bei der Denmark Super Series 2013 und der Singapur Super Series 2014. Im letztgenannten Jahr wurde er Dritter bei den nationalen Titelkämpfen.